# Gonzalo Martínez

## Cariera de club

### Huracán
Martínez, care s-a antrenat în sistemul de tineret Huracán, a debutat cu prima echipă a lui Huracán în sezonul 2011-12. În timp ce era la club, a câștigat prima sa Copa Argentina în 2014.

### River Plate
Martínez s-a alăturat lui River Plate în ianuarie 2015. Martínez și-a făcut debutul cu clubul pe 16 februarie 2015 împotriva Clubului Atlético Sarmiento într-o victorie cu 1–4 în deplasare.  Pe 25 aprilie 2015, fosta sa echipă Huracán a învins River Plate pentru titlul Supercopa Argentina . În Copa Libertadores, Martínez a jucat în sferturile de finală prima manșă împotriva lui Boca Juniors , un meci pe care River Plate avea să-l câștige. Martínez a mai câștigat două Copas Argentinas la rând, în 2016 și 2017 . Martínez a adăugat două Recopa Sudamericana , în 2015 și 2016 . Martínez a câștigat, de asemenea, două Cupe Libertadores , în 2015 și 2018 , precum și un campionat Suruga Bank în 2015 , în care a marcat în victoria cu 3-0 a lui River împotriva Gamba Osaka .  A jucat un rol esențial în obținerea primului său titlu de Supercopa Argentinei împotriva lui Boca în 2017 .
Pe 9 decembrie 2018, Martínez a marcat cel de-al treilea gol al echipei sale pentru a pecetlui o victorie cu 3–1, o victorie totală de 5–3, în fața lui Boca Juniors în manșa secundă a Copa Libertadores, desfășurată pe stadionul Bernabéu de la Real Madrid .  După victorie, el a anunțat că se va alătura echipei MLS Atlanta United după Cupa Mondială a Cluburilor FIFA , deoarece clubul și-a îndeplinit clauza de eliberare de 17 milioane de dolari. 

### Atlanta United
Pe 24 ianuarie 2019, a fost confirmat transferul lui Martínez la Atlanta United, echipa Major League Soccer.  Pe 12 mai 2019, Martínez a marcat primul său gol pentru Atlanta United în timpul unei victorii cu 1-0 împotriva Orlando City .  El a marcat câștigătorul meciului în victoria finală a US Open Cup asupra Minnesota United pe 27 august. 

### Al-Nassr
La 7 septembrie 2020, Martínez s-a alăturat echipei Al-Nassr din Ligii Profesioniste Saudite pentru o taxă de transfer raportată de 18 milioane de dolari. 

### Întoarcere la River Plate
Pe 24 august 2023, River Plate a anunțat că l-a resemnat pe Martinez. 

## Cariera internațională
Pe 8 septembrie 2018, Martínez și-a făcut debutul la naționala Argentinei într-o victorie cu 3-0 în fața Guatemala .  A început meciul, a marcat din penalty după un handbal al lui Elías Vásquez la jumătatea primei reprize și a fost înlocuit de Franco Vázquez în minutul 56.